# A Classic Horror Story
A Classic Horror Story is een Italiaanse horrorfilm geschreven door Roberto De Feo, Paolo Strippoli, Lucio Besana, David Bellini en Milo Tissone onder de regie van Roberto De Feo en Paolo Strippoli. Hoofdrollen worden gespeeld door Matilda Lutz, Will Merrick, Yuliia Sobol, Justin Korovkin, Peppino Mazzotta, Cristina Donadio, Francesco Russo en Alida Baldari Calabria. De film verscheen op 14 juli 2021 op Netflix.

## Verhaal
Elisa lift naar Calabrië waar ze een abortus zal laten uitvoeren. In de kampeerwagen, bestuurd door Fabrizio, zitten ook dokter Riccardo en het koppel Sofia en Mark. Nadat de kampeerwagen stopt omdat Elisa moet overgeven, wil Mark - onder invloed van alcohol - de wagen verder besturen, wat Fabrizio uiteindelijk toelaat. 's Nachts moet Mark uitwijken voor een dode geit op de rijweg en de wagen rijdt tegen een boom. Wanneer Elisa de volgende ochtend terug bij bewustzijn komt, staat de wagen plots in een veld omringd door een groot bos. In de wei staat een vreemd huisje. De kampeerwagen wil niet starten en Mark heeft een open beenbreuk opgelopen dewelke door Riccardo wordt gespalkt.
Riccardo en Fabrizio gaan op zoek naar een weg, maar komen tijdens hun tocht aan gespietste varkenskoppen op en rond een soort van altaar. In shock keren ze terug naar de kampeerwagen. Wanneer ze het huis betreden, vinden ze allerhande schilderijen dewelke de mythe van Ostro, Mastosso en Carcagnosso uitbeelden. Dit verhaal is gekend door Fabrizio dat hij leerde van zijn grootmoeder. Kort samengevat gaat het over een offerritueel dat financiële en voedingsweelde belooft via menselijke offers waarbij men ogen, oren en tong wegsnijdt.
De volgende nacht horen ze geluiden in het huis: in een hooistapel vinden ze een jong meisje wier tong is afgesneden. Plots weerklinkt een sirene en ziet men vanuit het huis hoe Mark uit de kampeerwagen wordt gehaald door personen met maskers op. Ze maken hem vast aan een tafel en met een speciale machine worden zijn ogen uitgetrokken en zijn voeten verbrijzeld. De volgende ochtend verlaten Elisa, Fabrizio, Riccardo en Sofia het huis en nemen het meisje met hen mee. Onderweg komen ze aan een verlaten autokerkhof en realiseren dat zij niet de eerste slachtoffers zijn. Het meisje heeft een dagboek bij zich waaruit blijkt dat ze Chiara noemt en enige overlevende is van haar familie.
Tot hun verbazing komt de groep terug aan hetzelfde huisje en is de kampeerwagen verdwenen. Ze besluiten om uit veiligheid in het huis te verblijven. De volgende nacht ontwaakt Elisa. Buiten het huis zijn Sofia, Chiara en Riccardo vastgemaakt aan een paal. Rondom hen staan diverse sekteleden en drie personages die Ostra, Mastosso en Carcagnosso uitbeelden. Zij verwijderen lichaamsdelen van de nog levende geofferden. Elisa beseft dat Fabrizzio de vorige avond als enige niet heeft gedronken van een flesje bier en dat er wellicht slaappillen in het brouwsel zaten. Tijdens een omhelzing met Fabrizzio ontdekt ze ook een zendertje in zijn oor waardoor allerhande instructies worden gestuurd. Elisa tracht te vluchten, maar wordt overmeesterd door de sekteleden.
De volgende dag zit ze in een rolstoel waarop haar handen zijn vastgenageld. Ze zit aan het hoofd van een feesttafel waarbij de sekteleden, ditmaal niet verkleed, een feest houden. De groep wordt geleid door een vrouw die zichzelf voorstelt als "de moeder van alle aanwezigen" en dat de maffia niet meer is zoals vroeger en nu andere technieken hanteert. Elisa wordt weggevoerd naar een ander huisje. Daar start een filmopname en blijkt dat al wat er gebeurde, werd opgenomen. Daarop komt Fabrizzio in beeld. Hij legt uit een amateur-snuff-film te maken.
Elisa is in staat zich te bevrijden uit de rolstoel en komt in het kamp van het productieteam terecht. Daar overhoort ze een gesprek tussen Fabrizzio en Chiara waaruit blijkt dat Chiara een actrice is met enkele nepimplantaten in haar mond zodat het lijkt alsof ze geen tong heeft. Verkleed als een "sektelid" vermoordt Elisa Chiara met een geweer en schiet daarna Fabrizzio in het been. Hij smeekt voor genade: Elisa zet een van de camera's aan en schiet daarop Fabrizzio door het hoofd.
Ze vlucht uit het kamp en komt uiteindelijk aan een hek waaruit blijkt dat ze zich in een voormalige militaire basis bevond, wat ook verklaart waarom niemand van hen bereik had met hun draagbare telefoon.
In een extra scène tijdens de aftiteling bekijkt een anonieme BloodFlix-gebruiker delen uit het filmmateriaal met op het einde de scène waar Elisa Fabrizzio vermoordt. De tekst werd oversproken. De kijker geeft een negatieve score.

## Rolverdeling
| Acteur                 | Personage |
| ---------------------- | --------- |
| Matilda Lutz           | Elisa     |
| Will Merrick           | Mark      |
| Yuliia Sobol           | Sofia     |
| Justin Korovkin        |           |
| Peppino Mazzotta       | Riccardo  |
| Cristina Donadio       | moeder    |
| Francesco Russo        | Fabrizio  |
| Alida Baldari Calabria | Chiara    |